# Rafał Tarnowski (zm. 1803)
Rafał Tarnowski herbu Leliwa (ur. przed 1741, zm. 8 marca 1803 w Warszawie) – generał-major wojsk koronnych (mianowany przed 12 marca 1781), członek Generalności konfederacji barskiej w 1771 roku, marszałek konfederacji barskiej województwa sandomierskiego i ziemi stężyckiej 27 kwietnia 1769 roku, w czasie walk konfederackich rezydował przez pewien czas w Gaboltovie po austriackiej stronie granicy. Przewodniczący komisji porządkowej ziemi stężyckiej i garwolińskiej w powstaniu kościuszkowskim, chorąży halicki, starosta kahorlicki.
Właściciel dóbr Drążgów, Wasylewszczyzna i Poczajów, protoplasta drążgowskiej linii hrabiów Tarnowskich, hrabia Świętego Cesarstwa Rzymskiego.
Kawaler Orderu św. Stanisława Biskupa Męczennika (24 marca 1787).
Był komisarzem Sejmu Czteroletniego z ziemi stężyckiej województwa sandomierskiego do szacowania intrat dóbr ziemskich w 1789 roku. W 1790 roku był członkiem Komisji Porządkowej Cywilno-Wojskowej dla ziemi stężyckiej województwa sandomierskiego.
14 marca 1781 ożenił się we Lwowie z kasztelanką inowrocławską Urszulą z Ustrzyckich herbu Przestrzał, damą Orderu Gwiaździstego Krzyża – najwyższego odznaczenia cesarstwa dla kobiet.
Z tego małżeństwa doczekał się czworga dzieci:
- Ignacego (1782–1782)
- Zofii Urszuli (1784–1835), zamężnej za Marcinem Tarnowskim
- Władysława Jana (1785–1847), żonatego z Anielą z Różnieckich
- Olimpii (1788–1874), zamężnej za Tomaszem Grabowskim h. Topór